# Max Möhring
Max Möhring (geboren 1855, gestorben 1934) war ein deutscher Komponist und Musikpädagoge.

## Leben
Möhring absolvierte eine Ausbildung zum Musiklehrer. Er trat zudem besonders als Komponist hervor. Reichsweite Bekanntheit erlangte Möhring, da er der Kronprinzessin Cecilie  mehrere Kompositionen zueignete. Zusammen mit Otto Model brachte er ein Liederbuch heraus.
Als Wirkungskreis ist die Stadt Osterburg in der Altmark angegeben. Seinen Lebensabend verbrachte Möhring in Halberstadt, wo er zuletzt als Seminar-Musiklehrer und Domkantor gearbeitet hatte.

## Werke (Auswahl)
- Liederhain. Merseburger Verlag, 1903.[7][8]
- Das Christwunder. Ein Weihnachtsmärchen in drei Aufzügen. 1904.[9]
- 60 leichte Choranleitungen in achttaktiger Periodenform, zum Gebrauch bei Andachten und Gottesdiensten und als Memorierpraeludien, 1904.[10]
- Chorgesänge für Präparandenanstalten (gemeinsam mit Otto Model) 2. Auflage Schroedel, Halle a. d. Saale 1912.